# Santa Maria Liberatrice (församling)
Santa Maria Liberatrice är en församling i Testaccio i Roms stift.
Till församlingen Santa Maria Liberatrice hör följande kyrkobyggnader och kapell:
- Santa Maria Liberatrice
- Cappella Istituto Elena Bettini
- Cappella Istituto Santa Cecilia